# Nuray Şahin
Nuray Şahin (* 1974 in Tunceli, Türkei) ist eine deutsche Filmregisseurin, Drehbuchautorin und Schauspielerin.

## Leben
Sie studierte in Berlin an der Deutschen Film- und Fernsehakademie Berlin (dffb) Filmregie. Ihre Hauptfächer sind Regie und Drehbuch, bisweilen arbeitet Şahin aber auch als Darstellerin vor der Kamera.
Ihr Kurzfilm Die letzte Patrone lief im Jahr 2000 auf der Berlinale im Wettbewerb und war für den Friedenspreis nominiert. Ihr Abschlussfilm Folge der Feder! (2004) mit Pegah Ferydoni, ein deutsch-zazaisches Einwanderungsmelodram, wurde in London uraufgeführt und erhielt bei seiner Deutschlandpremiere auf dem Internationalen Filmfest Mannheim-Heidelberg 2004 den Publikumspreis. Es folgten weitere Auszeichnungen auf Festivals in Deutschland und der Türkei. Seit 2005 lief Folge der Feder! innerhalb des kleinen Fernsehspiels des ZDF. Ihr Film Ich will Gerechtigkeit (ZDF/3sat 2019) handelt von zwei jesidischen Schwestern – die eine in Deutschland, die andere gerade vor dem IS geflohen und noch im Flüchtlingslager im Nordirak. 2021 läuft ihre Doku Kültür für Deutschland auf 3sat. Kültür für Deutschland zeigt das künstlerische Schaffen von Mousse T., Şermin Langhoff, Eko Fresh, ELIF, Serdar Somuncu, DJ Ipek und Sedat Mehder.
2024 läuft ihre Doku Die Kunst, frei zu sein – Kreative im Exil. Der Film erzählt die Geschichten verschiedener Künstlerinnen und Künstler aus unterschiedlichen Regionen, die im Westen Zuflucht gefunden haben. Der Film geht dabei der Frage nach, wie aus dem Trauma der Flucht neue künstlerische Möglichkeiten erwachsen können. Der Künstler Ai Weiwei fiel bei der chinesischen Regierung in Ungnade und etablierte sich im westlichen Exil als internationaler Star. Die Schauspielerin Golshifteh Farahani entwickelte sich nach Jahren der Unterdrückung im Iran zur Hollywoodgröße. Der ägyptisch-sudanesische Karikaturist Anwar geht seiner Kunst in Form von politischen Zeichnungen in Berlin nach. Die ukrainische Balletttänzerin Anastasiia Ilnytska tanzt seit ihrer Flucht aus Kiew im Hamburger Kammerballett, und das russische Kunstkollektiv Pussy Riot ist auf Welttournee, während Putin einen unerbittlichen Krieg in der Ukraine führt.
Am 7. Mai 2025 lief ihre Doku-Reportage „Türkische Teppichkultur am Ende?“ auf Arte.

## Filmografie
- Türkische Teppichkultur am Ende? (2024)
- Die Kunst, frei zu sein – Kreative im Exil (2023)
- Kültür für Deutschland (2021)
- Ich will Gerechtigkeit! (2019)
- Die letzte Patrone (2000)
- 2004: Folge der Feder!
- 2004: Tatort – Odins Rache
- Fern wie die Sonne (1996)
- Dare (1997)
- Istanbul-Berlin (1997)
- FO-TO-CHU (1997)
- Veronika (1999)

## Auszeichnungen (Auswahl)
- Publikumspreis – Internationales Filmfestival Mannheim-Heidelberg (2004)
- Beste Nachwuchsregie (nationaler Wettbewerb) – International Film Festival in Ankara (2005)
- Bestes Drehbuch (nationaler Wettbewerb)- International Film Festival in Ankara (2005)
- Beste Kamera Deutscher Fernsehpreis 2005
- Publikumspreis Internationales Frauenfilmfestival Torino, Italien